# Football Club Domagnano
El Football Club Domagnano es un club de fútbol con sede en Domagnano, San Marino. Fue fundado en 1966 y juega en el Campeonato Sanmarinense de fútbol.

## Palmarés

### Torneos nacionales
- Campeonato Sanmarinense de fútbol (4): 1988-89, 2001-02, 2002-03, 2004-05
- Copa Titano (8): 1972, 1988, 1990, 1992, 1996, 2001, 2002, 2003
- Trofeo Federal de San Marino (3): 1990, 2001, 2004

## Participación en competiciones de la UEFA
| Temporada | Torneo   | Ronda             | Club               | Casa | Visita | Global |
| --------- | -------- | ----------------- | ------------------ | ---- | ------ | ------ |
| 2002–03   | UEFA Cup | Clasificatoria    | FK Viktoria Žižkov | 0–2  | 0–3    | 0–5    |
| 2003–04   | UEFA Cup | Clasificatoria    | FC Torpedo Moscow  | 0–4  | 0–5    | 0–9    |
| 2005–06   | UEFA Cup | 1ª Clasificatoria | NK Domzale         | 0–5  | 0–3    | 0–8    |